# Graffiti Bridge (album)
Graffiti Bridge è il dodicesimo album da studio del cantante e musicista statunitense Prince, pubblicato nel 1990 dalle etichette Paisley Park e Warner Bros., ed è la colonna sonora dell'omonimo film del 1990.

## Tracce
1. Can't Stop This Feeling I Got – 4:24 – Prince
2. New Power Generation, Part 1 – 3:39 – Prince and The New Power Generation
3. Release It – 3:54 – The Time
4. The Question of U – 3:59 – Prince
5. Elephants & Flowers – 3:54 – Prince
6. Round and Round – 3:55 – Tevin Campbell
7. We Can Funk – 5:28 – Prince feat. George Clinton
8. Joy in Repetition – 4:53 – Prince
9. Love Machine – 3:34 – Prince feat. Elisa Fiorillo
10. Tick, Tick, Bang – 3:31 – Prince
11. Shake! – 4:01 – The Time
12. Thieves in the Temple – 3:19 – Prince
13. The Latest Fashion – 4:02 – The Time feat. Prince
14. Melody Cool – 3:39 – Mavis Staples
15. Still Would Stand All Time – 5:23 – Prince
16. Graffiti Bridge – 3:51 – Prince
17. New Power Generation, Part 2 – 2:57 – Prince and The New Power Generation

## Classifiche
| Classifica (1990) | Posizione massima |
| ----------------- | ----------------- |
| Australia         | 10                |
| Austria           | 8                 |
| Canada            | 15                |
| Francia           | 24                |
| Germania          | 4                 |
| Italia            | 7                 |
| Norvegia          | 2                 |
| Nuova Zelanda     | 3                 |
| Paesi Bassi       | 4                 |
| Regno Unito       | 1                 |
| Stati Uniti       | 6                 |
| Stati Uniti (R&B) | 6                 |
| Svezia            | 7                 |
| Svizzera          | 2                 |